# Улица Савельева (Москва)
У́лица Саве́льева — небольшая улица в центре Москвы в Хамовниках между улицами Доватора и Усачёва.

## Происхождение названия
Названа в 1928 году в память об Александре Савельевиче Савельеве-Шелехесе (1889—1919) — участнике Декабрьского вооруженного восстания 1905 года и Октябрьских событий 1917 года в Москве, члене Хамовнического военно-революционного комитета.

## Здания и сооружения
- № 5 — Дом детского творчества парка «Усадьба Трубецких в Хамовниках».